# Armando Xavier Ochoa
Armando Xavier Ochoa, D.D. (9 de abril de 1943) é um prelado americano da Igreja Católica Romana. Foi bispo da Diocese de Fresno na Califórnia (2011 a 2019), bispo da Diocese de El Paso no Texas (1996 a 2011) e bispo auxiliar da Arquidiocese de Los Angeles na Califórnia (1986 a 1996).
Armando Xavier Ochoa nasceu em 1943 em Oxnard, Califórnia O segundo filho de Angel e Mary Ochoa, frequentou a Santa Clara Elementary School naquela cidade. Ochoa se formou na Santa Clara High School em 1961, depois entrou no St. John's Seminary College em Camarillo, Califórnia em 1962 e, mais tarde, na St. John's Seminary School of Theology em Camarillo. 
Sacerdócio
Ochoa foi ordenado sacerdote da Arquidiocese de Los Angeles em 23 de maio de 1970. Após sua ordenação, Ochoa foi designado como pároco assistente ao longo do tempo em três paróquias no sul da Califórnia: Santo Afonso no leste de Los Angeles, São João Batista em Baldwin Park e Santa Teresa de Ávila em Los Angeles
Em 1982, enquanto trabalhava em Santa Teresa, Ochoa foi nomeado capelão de sua santidade, com o título de monsenhor. Dois anos depois, Ochoa foi nomeado pároco da Paróquia do Sagrado Coração em Los Angeles.
Os cargos arquidiocesanos de Ochoa incluíam co-diretor do Programa de Diaconato Permanente, chefiando o Secretariado de Serviços de Pastoral Étnica. Ele também foi membro do conselho da Escola Técnica Dom Bosco de Rosemead, Califórnia, e do Seminário St. John.
Bispo Auxiliar de Los Angeles
Ochoa foi nomeado bispo titular de Sitifis e bispo auxiliar da Arquidiocese de Los Angeles pelo Papa João Paulo II em dezembro de 1986. Ochoa foi consagrado em 23 de fevereiro de 1987 pelo Cardeal Roger Mahony.
Bispo de El Paso
Em 1º de abril de 1996, João Paulo II nomeou Ochoa como bispo da Diocese de El Paso. Ele foi empossado em 26 de junho. Entre 1999 e 2009, houve apenas duas ordenações sacerdotais na Diocese de El Paso.
Bispo de Fresno
Em 1º de dezembro de 2011, o Papa Bento XVI nomeou Ochoa como bispo da Diocese de Fresno,  sucedendo ao bispo John Steinbock, que morreu de câncer de pulmão em dezembro de 2010. Ochoa anunciou em 1º de fevereiro de 2019, uma investigação externa dos registros da Diocese de Fresno para todas as alegações de abuso sexual contra clérigos desde 1922, com um relatório a ser divulgado ao público após a conclusão da investigação.
Aposentadoria
Em 5 de março de 2019, o Papa Francisco aceitou a carta de renúncia de Ochoa como bispo da Diocese de Fresno.